# 롯데월드 민속박물관
롯데월드 민속박물관은 롯데그룹 문화사업의 일환으로 1989년 1월 14일 개관하였다. 외국인과 내국인 모두 반만년 역사와 전통문화를 즐겁게 이해하며 관람할 수 있는 살아 숨쉬는 문화공간이며, 한국의 역사와 한국의 문화를 좀더 쉽게 전파하기 위해 롯데월드안에 만들어진 역사 문화 교육장이다. 단순히 유물을 전시하는 종래의 박물관과는 달리 첨단 영상과 디오라마 연출, 축소 모형, 사물놀이나 탈춤, 마당놀이, 우리 민족의 전통예법에 따라 혼례를 치르는 전통 초례청 관람 등의 새로운 전시기법으로 관람할 수 있는 상설 공연장과 옛날 장터의 떠들썩하고 활기찬 분위기를 재현한 저자거리도 함께 있어 민족 고유의 신명과 흥을 즐길 수 있다. 때때로 전통음악, 무용 등 무형문화재 특별공연을 실시하며 가족 마당극, 어린이 박물관교실, 전통 문화 체험 교실 등 다양한 사회교육 프로그램들을 개설해 놓았다.

## 롯데월드 민속박물관

### 주소
서울 송파구 잠실3동 롯데월드 40-1 (롯데월드 쇼핑몰 3층)

### 입장료
단체 입장은 20명부터 해당이된다.
36개월 이하의 어린이는 의료보험증이나 주민등록본 제출시에 무료입장으로 관람 할 수 있다.
| 분류        | 유아   | 중고등학생/경로우대자 | 어른/대학생 |
| ----------- | ------ | --------------------- | ----------- |
| 일반 입장료 | 2000원 | 3000원                | 5000원      |
| 단체 입장료 | 1500원 | 2500원                | 3500원      |

### 관람 시간
롯데월드 민속 박물관은 연중무휴로 오전 9:30 ~ 오후 8:00까지 관람이 가능하다.

### 주차 요금
관람 2시간에 관하여 1시간당 1000원의 우대요금이 적용된다. 주차요금 정산시에는 민속박물관 입구에서 정산해야 우대 혜택을 받을 수 있다.

## 관람 공간

### 입구홀/영상실
입구홀에 들어서면 사천왕상과 경기감영도를 볼 수 있다. 또한, 맞은편 방인 영상실에 들어가게되면 천장 위의 광섬유로 광활하게 펼쳐져있는 은하계를 비롯해 한반도 전도, 백두산의 아름다운 천지 전경과 한국의 대표적인 무형문화재인 풍물놀이를 실제로 보는듯이 볼 수 있다.

### 선사시대실
선사시대실은 구석기 시대부터 신석기, 청동기 시대의 유물들을 전시하고있다. 전시된 유물들로 각 시대의 일상생활을 생생하게 느낄 수 있는 디오라마 연출법으로 감상할 수 있다. 인류의 진화 모습을 구체적으로 설명해 놓기도 하였으며 구석기인의 동굴집과 신석기인의 움집을 전시해놓았다. 또한, 모든 관람객들이 청동기 시대의 청동기 제작과정을 관람할 수 있도록 전시해놓았다.

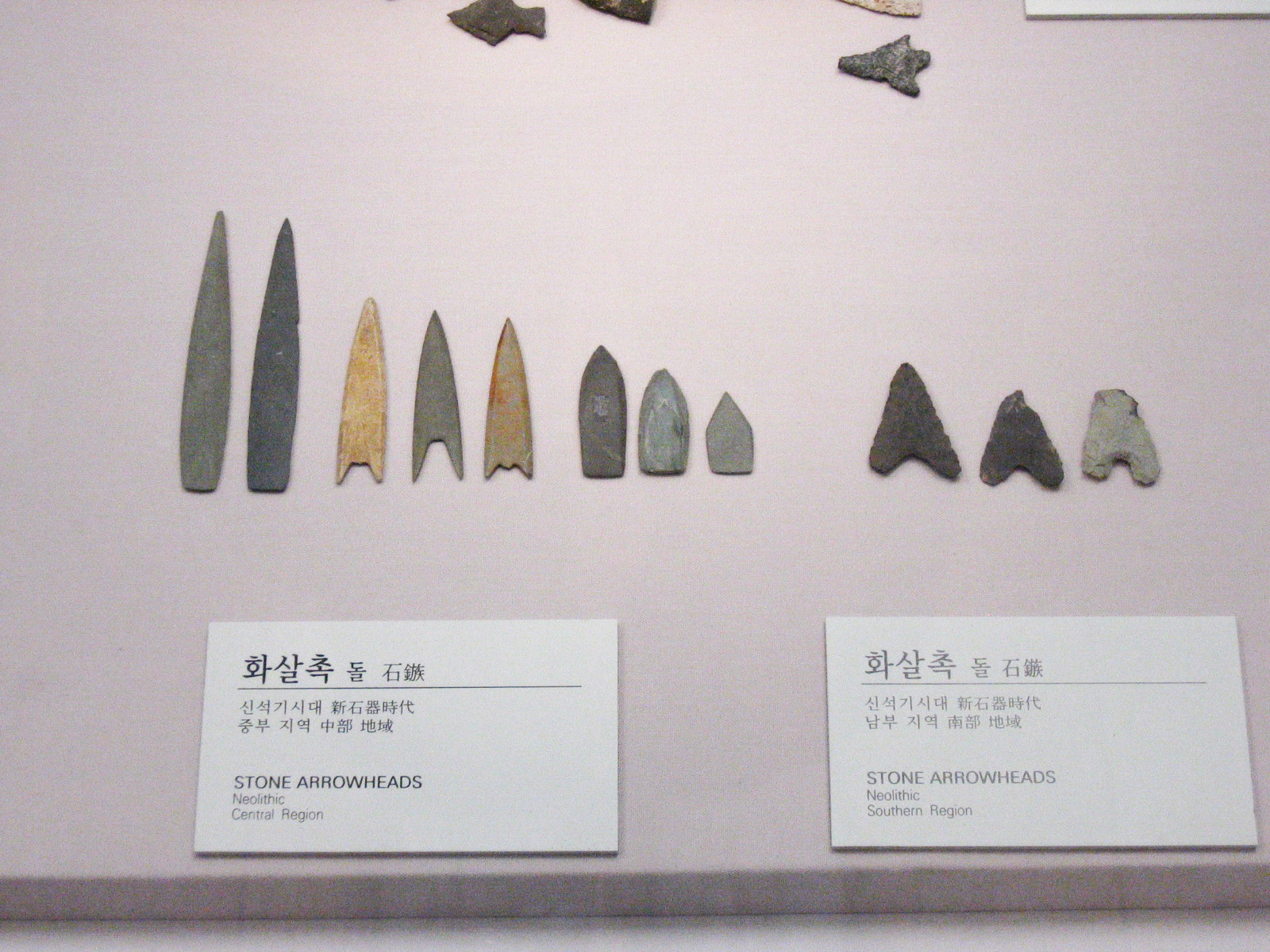
선사시대에 사용된 돌화살촉이다

### 고구려실
고구려 문화 전시실은 평안남도 용강군 안성리 쌍용총의 8각 기둥을 재현해낸 모형을 볼 수 있다. 전시실 안에는 디딜방아를 찧는 여인의 모습과 부엌, 곳간, 용두레 우물을 전시해놓았다. 중앙에 설치되어 있는 황해도 안약군 용순면 유순리에 있는 안악 3호 고분의 벽화 내용을 웅장한 실물 형태로 만들어낸 행렬도를 볼 수 있다. 옛날 고구려인들의 생활을 생생하게 옅볼 수 있는 푸줏간과 마구간, 수막새등이 마련되어있다고한다.

### 백제실
백제실을 입장할때는 공주 무령왕릉의 입구 모양새를 본떠서 만든 둥근 홍예문을 통과하게 된다. 삼국시대의 무덤중에서도 몇 안되는 주인이 분명한 무령왕릉은 당시 백제의 건축기술을 보여주는 좋은 예시이다. 또한 정교하게 깍아내린 벼랑위에 새겨넣은 은은하고 아름다운 미소의 서산마애삼존불과 충청남도 공주 송산리에 위치해있는 공주 무령왕릉의 모형을 볼 수 도 있다. 백제인들의 아름다운 예술성을 옅볼 수 있는 풍경화같은 산경치 무늬 벽돌도 관람이 가능하다. 그리고 백제시대 서민과 귀족들의 생생한 생활모습 모형을 전시해놓음으로써 어린아이들도 역사를 쉽게 이해할 수 있도록 해두었다.

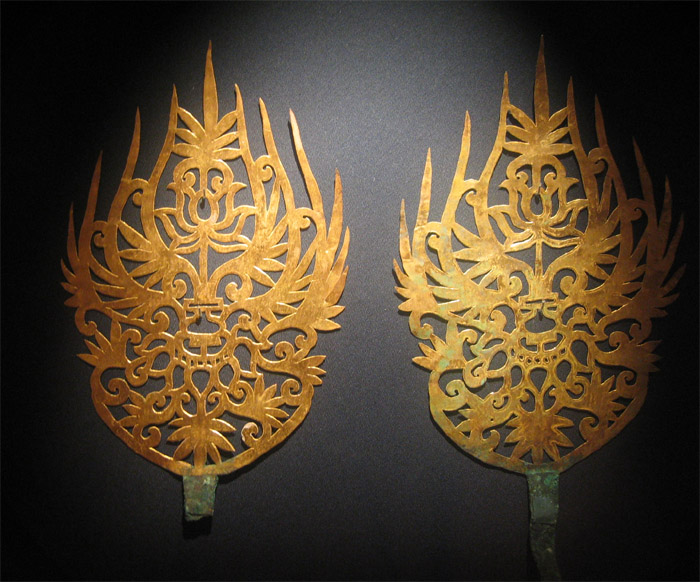
백제시대의 세공으로 만들어진 왕과 왕비의 금관 장식

### 가야실
가야실의 입구에는 부산 동래 복천동에서 출토한 전통 갑옷과 투구, 말옷, 말투구등의 말갖춤을 복원하여서 전시를 해두었다. 동북 아시아중에서도 왕성하게 발달하였고 중국과 일본까지 수출할 정도의 훌륭한 가야의 철기 문화를 보여주는 기마 장군상, 금동제 말띠고리 등의 쇠 유물들이 전시가 되어있다. 현재에도 김해 대성동을 비롯한 낙동강 중류와 하류 지역에서 무수히 많은 양이 꾸준히 출토되고 있다. 쇠로 만든 유물들 이외에도 고려청자로 이어지는 가야의 화로모양 토기들이 전시가 되어 우리 역사의 깊은 연관성을 그려낸다.

### 신라실
경주 분황 사탑의 감실 입구에 위치한 금강역사상의 확대한 모형이 신라실의 입구에 전시되었다. 신라의 우수하고 화려한 금 세공 기술을 보여주는 신라시대의 금관, 목걸이, 금모자, 금과 옥으로 만든 귀걸이 등은 물론이고 유네스코가 지정한 세게문화유산에 등록되어 있는 석굴암이 1/2크기로 전시되어있다. 그리고 신라의 삼국통일을 이루어낸 문무왕의 유해가 뿌려진 대왕암과 감은사의 모형도 관람이 가능하다. 신라실도 역시 신라시대의 서민과 귀족의 생활을 엿볼 수 있는 집터가 만들어져있다.

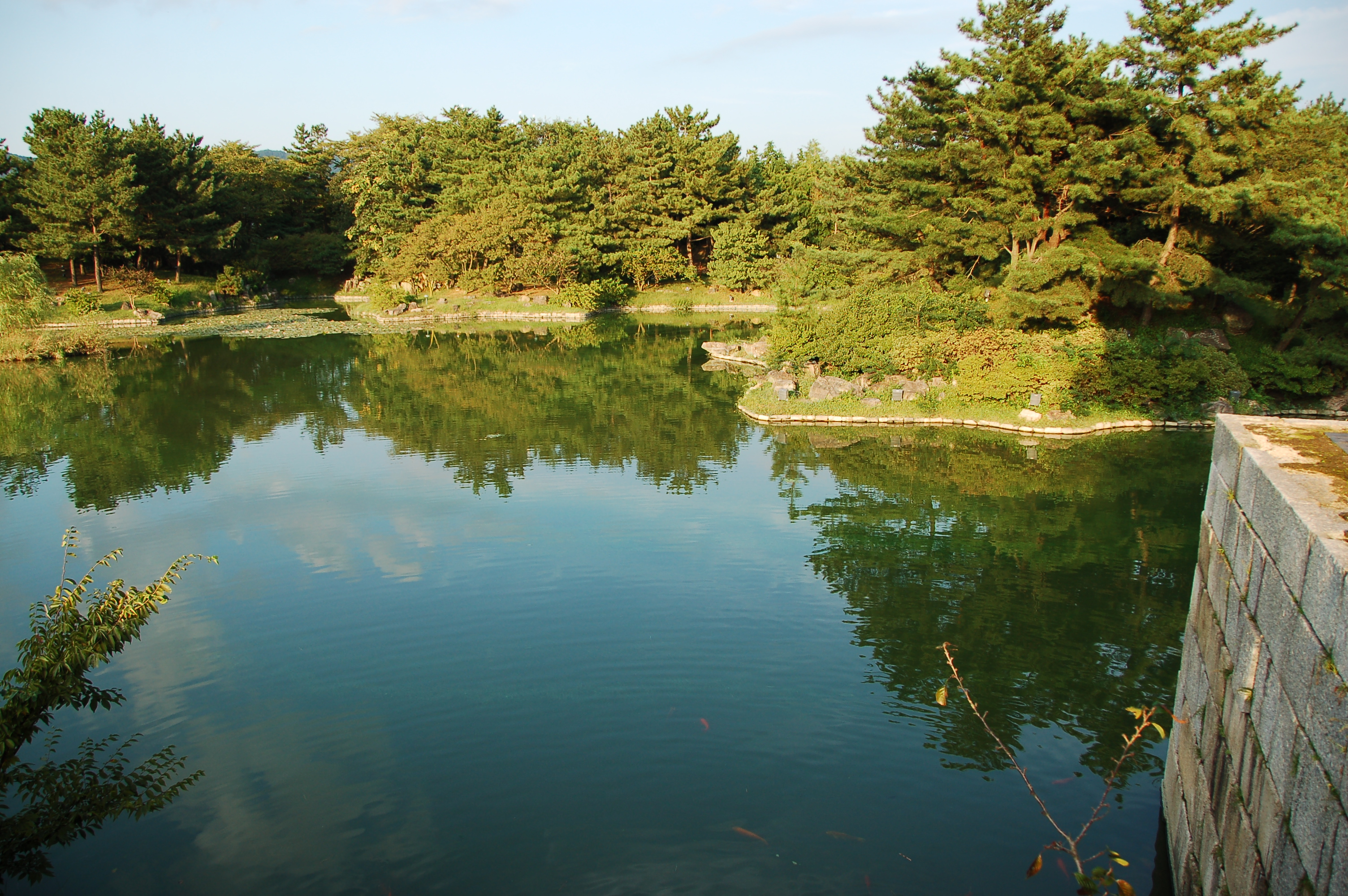
신라 문무왕의 지시로 완성된 경주의 인공 호수이다. 674년에 건축되었으며 롯데월드 민속박물관에 모형으로 재현이 되어있다.

### 고려실
고려시대실에서 관람가능한 무량수전은 일본 야마가타현 요네자와시 우에스키 신사에 있는 아미타삼존도를 모델로하여 제작되었으며 화려한 다포식의 건축술이 돋보인다. 세계적으로 유명한 고운 선의 고려청자를 굽는 과정을 인형으로 쉽게 설명했으며 실제 처자를 굽는 가마가 실물크기로 전시되어있다. 오랜 과정의 장인정신을 통해서 만들어진 청자상감국화무늬향합, 청자기사명대접, 청자음각모란무늬매병 청자퇴화문 유병 등의 청자들이 전시가 되어있다. 그외에도 고려시대에 문익점 선생의 노력으로 들어온 목화씨로 실을 만드는 과정이 세밀하게 설명되어 있다. 또한, 크게 번창하였던 고려시대의 불교문화를 생생하게 보여줄 수 있는 세계문화유산인 고려대장경을 만드는 모습들도 전시되어있다.

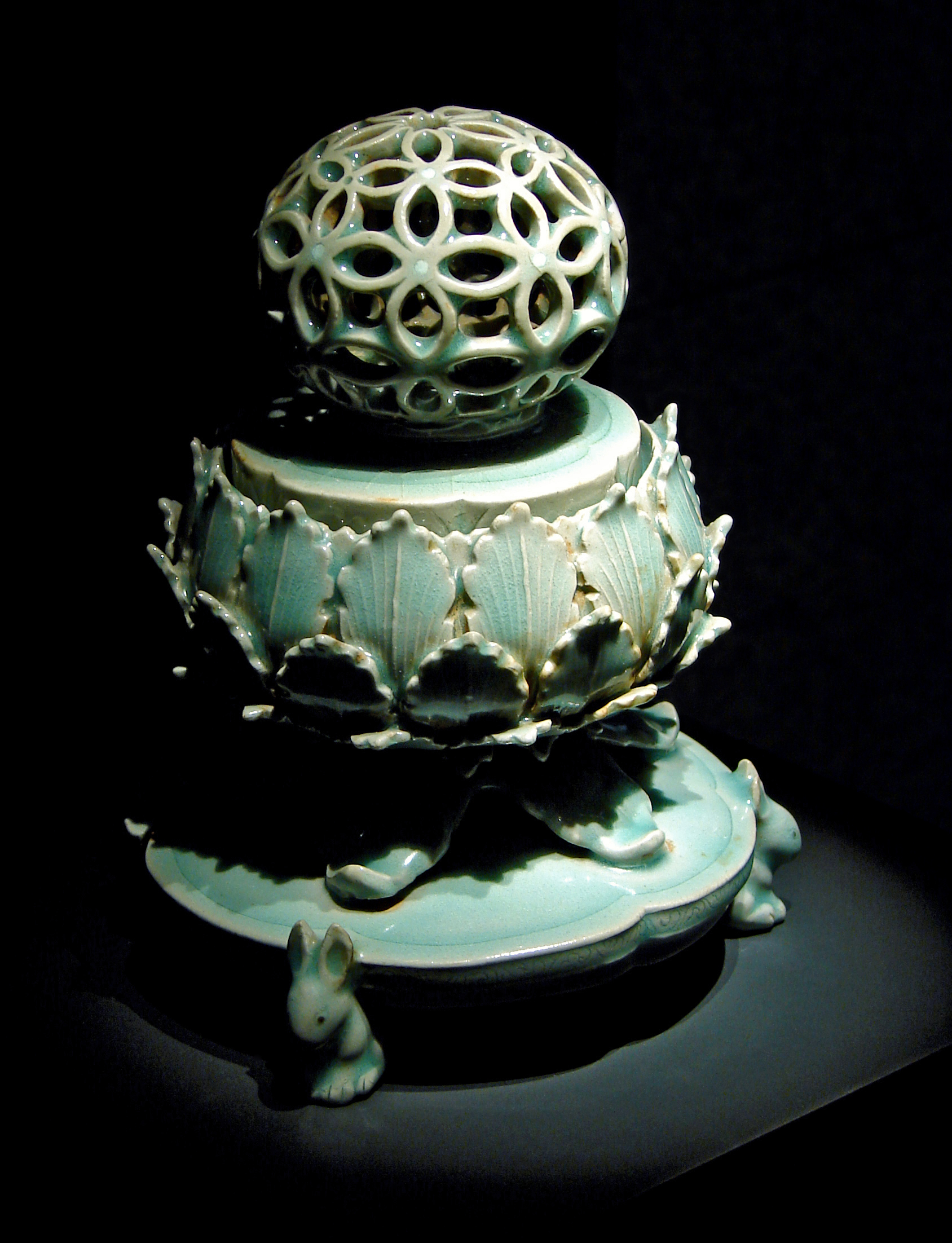
청자칠보투각항로, 국보 제 95호, 높이 15.3cm

## 관람객 참여 공간

### 모형촌
조선시대 우리 조상들의 생생한 생활모습을 실제 실물의 크기의 1/8 크기로 축소하여 재현하는 장소이다. 궁궐의 의례 장면, 관혼상제 (돌잔치, 관례, 혼례, 회갑, 상여행렬), 근정전 진하, 세시풍속 (단오, 봄놀이, 모내기, 동제, 길쌈, 추수, 김장) 그리고 민간 신앙과 일상생활의 모습을 43개의 장면으로 재현해두었다.우리나라의 뚜렷한 사계절의 변화와 함께 만들어진 산과 바다와 더불어 살았던 조선시대 조상들의 삶을 엿볼 수 있다.

### 놀이마당
놀이마당은 민족 고유의 무형 예술을 접할 수 있는 공연장이다. 주말과 특별시즌, 방학 기간에는 어린이 마당극, 박물관 교실, 전통 문화 체험 교실 등의 다채로운 전통 행사가 열린다. 우리나라의 전통 악기와 조선 초기의 과학 무기가 전시되어있다.
무기류
- 총통기
- 신기전기
- 기타 조선시대 무기류

악기류
- 편경
- 편종
- 운라
- 기타 49종의 악기

또한, 롯데월드 민속 박물관은 매주 주말이되면 실제 전통 혼례의 모습을 볼 수 있다.

### 일제 강점기
일제 강점기관은 실제 일제 강점기때의 거리를 재현한 곳으로, 일본 순사들이 근무를 하던 주재소와 형무소, 농민들이 금품이나 옷과 구두를 맡겨서 돈을 빌렸던 전당포, 1990년도 현재의 세종로 근처에 문을 열었던 고급 요정인 명월관과 일제 강점기때의 옷집, 시계 수리접, 일인 잡화점과 이발관등의 모습을 볼 수 있다.

## 기타 프로그램

### 창의 체험 프로그램
롯데월드 민속 박물관은 매일 문화 체험 프로그램을 제공하고있다. 매일 오후 1:00부터 오후 5:00까지 롯데월드 민속박물관 내 삼국시대홀에서 최대 20명 정원을 신청받고있다.
- 닥종이 원시인형 만들기
- 닥종이 한지인형 만들기
- 전통문양 꽃접시 만들기
- 나만의 꽃수첩 만들기
- 한지물고기 만들기
- 나무목걸이 만들기
- 나무팽이 만들기
- 12간지 버튼 만들기

등의 체험을 해볼 수 있다. 참가비는 최소 2000원에서 12000원이다.
| 프로그램 이름            | 가격    | 대상          | 내용                                                                                  |
| ------------------------ | ------- | ------------- | ------------------------------------------------------------------------------------- |
| 닥종이 원시 인형 만들기  | 12000원 | 전체          | 우리의 전통 닥종이를 이용해서 원시인형을 만드는 체험이다                              |
| 전통 문양 꽃 접시 만들기 | 6000원  | 5세 이상      | 한지로 예쁜 문양의 전통 접시를 만드는 체험이다                                        |
| 닥종이 한지 인형 만들기  | 7000원  | 초등학생      | 인형틀에 우리의 전통 한지를 붙여 바지, 치마, 저고리를 입은 전통인형을 만드는 체험이다 |
| 나만의 꽃 수첩 만들기    | 6000원  | 초등학생 이상 | 압화꽃과 한지로 만드는 나만의 수첩 만들기                                             |
| 한지 물고기 만들기       | 5000원  | 전체          | 인형틀에 우리의 전통 한지를 붙여 바지, 치마, 저고리를 입은 전통인형을 만드는 체험이다 |

## 같이 보기
- 잠실